# Jan Janszoon
Jan Janszoon van Haarlem, auch bekannt als Murad Reis oder Murat Reis der Jüngere (* um 1570 in Haarlem; † nach 1641 in Marokko), war ein nordafrikanischer Pirat niederländischer Herkunft. Er war der erste Großadmiral der Korsaren der Barbareskenrepublik Bou-Regreg um die Stadt Salé, ab 1623 kurzzeitig ihr Gouverneur und ab 1635 Gouverneur von Oualidia in Südmarokko (nördlich von Safi). Jan Janszoon galt als einer der berüchtigtsten Korsaren des 17. Jahrhunderts – der bekannteste der „Salé-Vagabunden“. Die Namensänderung geschah wegen seiner Konversion zum Islam im Jahre 1618.
Janszoon war zunächst Pirat auf eigene Rechnung, der spanische und andere Schiffe kaperte. 1618 wurde er von Korsaren gefangen genommen. 1619 verschlug es ihn von seinem bisherigen Stützpunkt Algier nach Salé, wo er zum amīr al-bahr der barbareskischen Piratenflotte aufstieg. 1623 ernannte ihn Sultan Mulai Ziden (reg. 1608–1623) zum Gouverneur von Salé. Vermutlich war es keine echte Ernennung des Sultans, sondern nur die Bestätigung einer vollendeten Tatsache, um den äußeren Anschein des Souveräns zu wahren. Der zum Islam übergetretene Holländer erhielt 1624 zur Festigung der Beziehung eine Tochter des Sultans als seine dritte Frau. Der Verkauf gestohlener Waren, sonstige Handelsgeschäfte und Hafenzölle verhalfen Murad Reis und der Stadt zu großem Wohlstand. Auch der Sklavenhandel war von wirtschaftlicher Bedeutung. (Robinson Crusoe, Held im gleichnamigen Roman von Daniel Defoe, verbrachte in der Fiktion zwei Jahre in Salé als Sklave von Piraten.) Murad Reis reiste mehrfach nach Island und erbeutete dort Sklaven zum Verkauf, welche als Tyrkjaránið in die islandische Sprache eingingen.
Ab 1627 verschlechterten sich die politischen Verhältnisse für Murad Reis, da die Führung der Kasbah von Salé die unabhängige Republik Bou-Regreg ausrief. Daraufhin verlegte er seine Basis wieder nach Algier und verstärkte seine Piratenzüge auf See.

## Verarbeitung
Im Jahr 2009 tourte das Bühnenschauspiel „Jan Janszoon, de blonde Arabier“ durch die Niederlande. Es wurde von Karim El Guennouni geschrieben und basiert auf Janszoons Leben als Pirat.